# Москвин, Михаил Кириллович
Михаил Кириллович Москви́н (1910—1969) — Гвардии майор Советской Армии, участник Великой Отечественной войны, Герой Советского Союза (1943).

## Биография
Михаил Москвин родился 11 января 1910 года в селе Албай (ныне — Мамадышский район Татарстана). После окончания начальной школы работал сначала в сельском хозяйстве, затем плотником. С 1939 года работал секретарём Мамадышского райисполкома. В 1932—1934 годах проходил службу в Рабоче-крестьянской Красной Армии, окончил курсы младших лейтенантов. В октябре 1941 года Москвин повторно был призван в армию. С октября 1942 года — на фронтах Великой Отечественной войны.
К сентябрю 1943 года гвардии старший лейтенант Михаил Москвин командовал батальоном 26-й гвардейской механизированной бригады 7-го гвардейского механизированного корпуса 60-й армии Центрального фронта. Отличился во время битвы за Днепр. В сентябре 1943 года батальон Москвина в числе первых переправился через Днепр к северу от Киева, захватил и удержал плацдарм на его западном берегу, отразив пять немецких контратак, что способствовало переправе через реку основных сил.
Указом Президиума Верховного Совета СССР от 17 октября 1943 года за «образцовое выполнение боевых заданий командования на фронте борьбы с немецкими захватчиками и проявленные при этом мужество и героизм» гвардии старший лейтенант Михаил Москвин был удостоен высокого звания Героя Советского Союза с вручением ордена Ленина и медали «Золотая Звезда» за номером 1225.
В 1945 году Москвин окончил Высшую офицерскую бронетанковую школу. В 1946 году в звании майора он был уволен в запас. Проживал и работал в посёлке Камский Леспромхоз Мамадышского района Татарской АССР, работал диспетчером в леспромхозе. Умер 7 ноября 1969 года, похоронен в Албае.
Был также награждён орденами Отечественной войны 2-й степени и Красной Звезды, рядом медалей.